# Phillip Tietz
Phillip Tietz (* 9. Juli 1997 in Braunschweig) ist ein deutscher Fußballspieler. Der Stürmer spielt seit Sommer 2023 für den FC Augsburg.

## Leben
Tietz wuchs in Schwülper bei Braunschweig gegenüber dem Haus seines späteren Trainers Torsten Lieberknecht auf. Er besuchte die Integrierte Gesamtschule Franzsches Feld, die er mit dem Realschulabschluss beendete. Tietz ist Vater einer Tochter (* 2021).

## Karriere

### Vereine
Tietz wechselte im Jahr 2011 von der JSG Okertal aus Schwülper in die Jugendabteilung von Eintracht Braunschweig. Dort rückte er zur Saison 2015/16 zur zweiten Mannschaft auf, die in der Regionalliga Nord spielte. Bei seinem Debüt am 10. Oktober 2015 erzielte er im Heimspiel gegen den VfV 06 Hildesheim das Tor zum 1:3-Endstand. Ab Februar 2016 stand Tietz im Kader der ersten Mannschaft. Am 28. Februar 2016 debütierte er bei einem 0:0 gegen den FSV Frankfurt in der 2. Bundesliga. Sein erstes Tor erzielte er am 18. März 2016 bei der 1:3-Niederlage gegen den 1. FC Union Berlin, dabei war er mit 18 Jahren und 253 Tagen der jüngste Braunschweiger Torschütze in der 2. Bundesliga. Am 6. April 2016 unterzeichnete Tietz seinen ersten Profivertrag in Braunschweig.
In der Winterpause der Spielzeit 2017/18 wechselte Tietz zum Drittligisten SC Paderborn 07, bei dem er einen Vertrag mit einer Laufzeit bis zum 30. Juni 2020 unterschrieb. Die Saison 2018/19 spielte er auf Leihbasis beim FC Carl Zeiss Jena. Bei den Thüringern wurde er mit 11 Toren erfolgreichster Torjäger des Vereins in dieser Spielzeit. Weiterhin wählte ihn am 15. Spieltag der Saison das Kicker-Sportmagazin nach dem 3:2-Sieg beim SV Wehen Wiesbaden, bei welchem er zwei Tore erzielte, zum „3.-Liga-Spieler des Spieltages“. Nach der Spielzeit endete die Leihe mit Jena. Tietz löste auch seinen Vertrag mit dem SC Paderborn auf und schloss sich dem Aufsteiger in die 2. Bundesliga, dem SV Wehen Wiesbaden, an.
Zur Saison 2021/22 wechselte Tietz zum Zweitligisten SV Darmstadt 98, wo er einen Vertrag bis Juni 2024 erhielt. Am 24. Juli 2021 debütierte er bei der 0:2-Heimniederlage gegen den SSV Jahn Regensburg für die Südhessen. Im August 2021 gelang es ihm in seiner Zweitligakarriere erstmals, an zwei aufeinanderfolgenden Spieltagen jeweils zwei Tore in einer Begegnung zu erzielen, indem er gegen den FC Ingolstadt 04 zum 6:1-Kantersieg beitrug und gegen den Aufstiegsaspiranten Hamburger SV (HSV) zum 2:2-Endstand egalisierte. Für seine Leistung gegen den HSV wurde er am 4. Spieltag vom Kicker-Sportmagazin zum „Spieler des [Spiel]tages“ in der 2. Bundesliga ernannt. Auch in drei weiteren Partien der Saison konnte er erneut doppelt treffen. Unter Cheftrainer Torsten Lieberknecht erreichte die Mannschaft den vierten Platz, wobei Tietz in 34 Ligaspielen 15 Tore und 9 Vorlagen beisteuerte. Am Ende der Saison 2022/23 stieg er mit seiner Mannschaft in die Bundesliga auf.
Im Sommer 2023 wechselte er innerhalb der Bundesliga zum FC Augsburg. Sein erstes Tor für den FC Augsburg erzielte er am 23. Oktober 2023 beim 5:2-Auswärtssieg über den 1. FC Heidenheim.

### Nationalmannschaft
Am 7. Oktober 2016 spielte Tietz bei der 1:3-Niederlage gegen England erstmals für die deutsche U20-Nationalmannschaft, nachdem er in der 89. Minute für Fabian Reese eingewechselt worden war.